# Defanovka
Defanovka (del ruso: Дефановка) es un seló del raión de Tuapsé del krai de Krasnodar, en el sur de Rusia. Está situado en las estribaciones meridionales del extremo oeste del Cáucaso Occidental, a orillas del arroyo Defanovka, afluente del curso alto del río Shapsujo, 43 km al noroeste de Tuapsé y 69 km al sur de Krasnodar, la capital del krai. Tenía 1 871 habitantes en 2010.
Pertenece al municipio Dzhubgskoye.

## Historia
La localidad fue fundada en 1864 como stanitsa Defanskaya como acantonamiento del batallón costero shapsug. Tras la disolución de este cuerpo, pasó a ser conocida como derevnia Defanovskaya.

## Nacionalidades
De los 1 817 habitantes con los que contaba en 1989, 1 384 eran de etnia rusa, 296 de etnia armenia, 47 de etnia ucraniana, 45 de etnia griega y 15 de etnia moldava.

## Transporte
Por la localidad pasa la carretera federal M4 Don Moscú-Novorosíisk.